# Cabral-Wollhaarratte
Die Cabral-Wollhaarratte (Dasymys cabrali) ist ein kaum erforschtes Nagetier aus der Gattung der Zottigen Sumpfratten (Dasymys). Sie kommt in Angola, Namibia und Botswana vor.

## Merkmale
Die Kopf-Rumpf-Länge des Typusexemplars beträgt 163 mm, die Schwanzlänge beträgt 153 mm und entspricht 95 % der Kopf-Rumpf-Länge, die Ohrenlänge beträgt 19 mm, die Hinterfußlänge 36 mm und das Körpergewicht 119 g. Die Cabral-Wollhaarratte hat ein weiches, zotteliges, langes, rötlichbraunes Fell.

## Systematik
Die Cabral-Wollhaarratte wurde von Guy Chester Shortridge (1880–1949) entdeckt, der im Juni 1929 die 15 Typusexemplare gesammelt hatte. Walter N. Verheyen und seine Kollegen beschrieben dieses Taxon 2003 als neue Art aufgrund von Unterschieden in den Schädelmerkmalen. Das Artepitheton ehrt J. Crawford Cabral, einen Kollegen der Erstbeschreiber. Das Taxon Dasymys shortridgei gilt als Juniorsynonym. Die Cabral-Wollhaarratte ist monotypisch.

## Verbreitungsgebiet

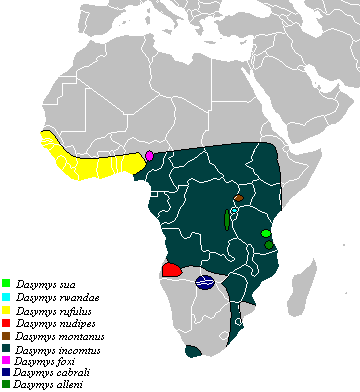
Verbreitungsgebiet (violett) der Cabral-Wollhaarratte

Vorkommen der Cabral-Wollhaarratte sind vom Osten Angolas, vom Nordosten Namibias im Grootfontein District (insbesondere am Okavango an der Gabelung zum Omatoka) und im Nordwesten Botswanas bekannt.

## Lebensraum
Die Cabral-Wollhaarratte bewohnt sumpfige Zonen und montane Feuchtgebiete.

## Lebensweise
Die Cabral-Wollhaarratte ist überwiegend dämmerungs- oder tagaktiv. Sie ernährt sich überwiegend von Pflanzen, vermutlich ähnlich wie die Afrikanische Wollhaarratte, einschließlich Wasserpflanzen und semiaquatische Pflanzen sowie Insekten. Über das Sozialverhalten und das Fortpflanzungsverhalten liegen keine Informationen vor.

## Status
Die Art wird in der IUCN Red List als Synonym (oder Unterart) der Afrikanischen Wollhaarratte (Dasymys incomtus) gelistet.